# SN 2010kj
SN 2010kj – supernowa typu Ia odkryta 2 listopada 2010 roku w galaktyce A024837+0724. W momencie odkrycia miała maksymalną jasność 18,50m.